# Tempisquitoneura merrillorum
Tempisquitoneura merrillorum (лат.) — вид комаров-звонцов из подсемейства Orthocladiinae. Единственный представитель рода Tempisquitoneura.

## Этимология
Название рода дано по реке Темписке в Коста-Рике, где впервые были обнаружены личинки. Видовое название присвоено в честь Джуди и Барри Меррилл, которые помогли автору, описавшему вид, с приобретением оборудования для проведения исследований.

## Описание
Очень мелкие комары длиной тела до 2 мм. Глаза почковидной формы без волосков. Усики у самцов 13-члениковые с хорошо развитыми пучками щетинок, у самок 5-члениковые. Среднеспинка у живых экземпляров с ярко-оранжевыми полосами. Крылья без микротрихий около 1 мм длиной в мелкой пунктировке. Анальная лопасть крыла хорошо развита. Вертлуги передних ног с умеренно развитым килем сверху. Передние голени с одной шпорой, а средние — с двумя неравным шпорами. Задние голени на вершине незначительно расширены. Четвёртый членик лапки сердцевидный. Брюшко сверху с характерным рисунком.
Куколка длиной до 3 мм. Щетинок на лбу нет. Плечевые бугорки с шипом. Личинки длиной 4—7 мм. Усики 5-члениковые. Лаутерборновы органы хорошо развиты. По внутреннему краю максилл имеется четыре зубца, внутренние зубцы обычно короче вершинного. Ментум с тремя медиальными зубцами и пятью парами боковых зубцов. Первая пара боковых зубцов плотно прижата к внешним медиальным зубцам. Передние параподы (ложные ножки) с большими крючковидными коготками, несущими от одного до нескольких внутренних шипов.

## Экология
Личинки являются облигатными коменсалами к личинкам коридалид рода Corydalus. Молодые личинки закрепляются на брюшных жабрах хозяина, затем перебираются в область груди между ногами и на первые сегменты брюшка. Личинки последнего возраста из песчинок и детрита, закрывающую треть их тела. Питаются личинки Tempisquitoneura детритом, исследуя поверхность хозяина на наличие пищевых частиц. Окукливание происходит в тонком шелковом футляре теле хозяина, наиболее интенсивно июне и июле.

## Распространение
Встречается в Центральной и Северной Америке, вид известен из Коста-Рики и США (штаты Аризона, Невада и Юта).